# Premiul Saturn pentru cel mai bun scenariu
Premiul Saturn pentru cel mai bun scenariu (Saturn Award for Best Writing) este un premiu oferit anual la gala Premiilor Saturn de către Academy of Science Fiction, Fantasy & Horror Films celui mai bun scenariu de film.
Note:
"†" indică un film câștigător de Oscar în aceeași categorie.
"‡" indică un film nominalizat la Oscar în aceeași categorie.
| An      | Scenarist                                | Film                                            |
| ------- | ---------------------------------------- | ----------------------------------------------- |
| 1973    | William Peter Blatty                     | The Exorcist †                                  |
| 1974/75 | Ib Melchior Harlan Ellison               | (pentru întreaga carieră)                       |
| 1976    | Jimmy Sangster                           | (pentru întreaga carieră)                       |
| 1977    | George Lucas                             | Star Wars ‡                                     |
| 1978    | Elaine May Warren Beatty                 | Heaven Can Wait ‡                               |
| 1979    | Nicholas Meyer                           | Time After Time                                 |
| 1980    | William Peter Blatty                     | The Ninth Configuration                         |
| 1981    | Lawrence Kasdan                          | Raiders of the Lost Ark                         |
| 1982    | Melissa Mathison                         | E.T. the Extra-Terrestrial ‡                    |
| 1983    | Ray Bradbury                             | Something Wicked this Way Comes                 |
| 1984    | James Cameron Gale Anne Hurd             | The Terminator                                  |
| 1985    | Tom Holland                              | Noaptea groazei                                 |
| 1986    | James Cameron                            | Aliens                                          |
| 1987    | Michael Miner Edward Neumeier            | RoboCop                                         |
| 1988    | Gary Ross Anne Spielberg                 | Big ‡                                           |
| 1989/90 | William Peter Blatty                     | The Exorcist III                                |
| 1991    | Ted Tally                                | The Silence of the Lambs †                      |
| 1992    | James V. Hart                            | Bram Stoker's Dracula                           |
| 1993    | Michael Crichton David Koepp             | Jurassic Park                                   |
| 1994    | Jim Harrison Wesley Strick               | Wolf                                            |
| 1995    | Andrew Kevin Walker                      | Seven                                           |
| 1996    | Kevin Williamson                         | Scream                                          |
| 1997    | Mike Werb Michael Colleary               | Face/Off                                        |
| 1998    | Andrew Niccol                            | The Truman Show ‡                               |
| 1999    | Charlie Kaufman                          | Being John Malkovich ‡                          |
| 2000    | David Hayter                             | X-Men                                           |
| 2001    | Steven Spielberg                         | A.I. Artificial Intelligence                    |
| 2002    | Scott Frank Jon Cohen                    | Minority Report                                 |
| 2003    | Fran Walsh Philippa Boyens Peter Jackson | The Lord of the Rings: The Return of the King † |
| 2004    | Alvin Sargent                            | Spider-Man 2                                    |
| 2005    | Christopher Nolan David S. Goyer         | Batman Begins                                   |
| 2006    | Michael Dougherty Dan Harris             | Superman Returns                                |
| 2007    | Brad Bird                                | Ratatouille ‡                                   |
| 2008    | Christopher Nolan Jonathan Nolan         | The Dark Knight                                 |
| 2009    | James Cameron                            | Avatar                                          |
| 2010    | Christopher Nolan                        | Inception ‡                                     |
| 2011    | Jeff Nichols                             | Take Shelter                                    |
| 2012    | Quentin Tarantino                        | Django Unchained †                              |
| 2013    | Spike Jonze                              | Her †                                           |

## Multipli laureați
Câștigători de câte 3 ori
- William Peter Blatty
- James Cameron
- Christopher Nolan